# لين بلومنتال
لين بلومنتال (بالإنجليزية: Lyn Blumenthal)‏ هي فنانة أمريكية، ولدت في 1949 في شيكاغو في الولايات المتحدة، وتوفيت في 1988 في مانهاتن في الولايات المتحدة.

## وصلات خارجية
- لين بلومنتال على موقع IMDb (الإنجليزية)